# Łukasz Szczurek
Pour les articles homonymes, voir Szczurek.
Łukasz Szczurek, né le 1er avril 1988 à Sanok, est un biathlète polonais.

## Biographie
Il fait ses débuts internationaux avec l'équipe nationale en 2004.
Il devient champion du monde jeunesse en 2007 sur l'individuel. Il avait remporté la médaille d'argent dans la même épreuve en 2006.
Après des débuts en fin d'année 2008, il obtient ses premiers points et son meilleur résultat en Coupe du monde en début d'année 2010, à Anterselva, finissant 28e de l'individuel.
Aux Jeux olympiques d'hiver de 2010, il est 85e du sprint et 59e de l'individuel.
Aux Jeux olympiques d'hiver de 2014, il est 77e du sprint, 51e de l'individuel, 19e du relais et 13e du relais mixte.
Il dispute ensuite tous les Championnats du monde de 2015 à 2020.

## Palmarès

### Jeux olympiques
| Épreuve / Édition              | Individuel | Sprint | Poursuite | Départ en ligne | Relais | Relais mixte |
| Jeux olympiques 2010 Vancouver | 59e        | 85e    | —         | —               | —      | —            |
| Jeux olympiques 2014 Sotchi    | 51e        | 77e    | —         | —               | 19e    | 13e          |

- — :épreuve non disputée par le biathlète

### Championnats du monde
| Épreuve / Édition                | Individuel | Sprint | Poursuite | Départ en masse | Relais | Relais mixte |
| Mondiaux 2008 Östersund          | -          | -      | -         | -               | 17e    | -            |
| Mondiaux 2009 Pyeongchang        | -          | -      | -         | -               | 13e    | -            |
| Mondiaux 2011 Khanty-Mansiïsk    | 72e        | 93e    | -         | -               | 21e    | -            |
| Mondiaux 2012 Ruhpolding         | 79e        | 85e    | -         | -               | 22e    | -            |
| Mondiaux 2013 Nové Město         | 41e        | 83e    | -         | -               | 27e    | 9e           |
| Mondiaux 2015 Kontiolahti        | 46e        | 63e    | -         | -               | 20e    | 14e          |
| Mondiaux 2016 Holmenkollen       | 78e        | 76e    | -         | -               | 21e    | 20e          |
| Mondiaux 2017 Hochfilzen         | 57e        | 72e    | -         | -               | 24e    | 23e          |
| Mondiaux 2019 Östersund          | 50e        | 70e    | -         | -               | 16e    | 9e           |
| Mondiaux 2020 Antholz-Anterselva | 37e        | 61e    | -         | -               | 16e    | 17e          |

Légende :

 :épreuve inexistante

- : n'a pas participé à l'épreuve

### Championnats du monde jeunesse
- Championnats du monde de 2007 à Martello (Italie) :
  -  Médaille d'or de l'individuel.
- Championnats du monde de 2006 à Presque Isle (États-Unis) :
  -  Médaille d'argent de l'individuel.

### Coupe du monde
- Meilleur classement général : 91e en 2020.
- Meilleur résultat individuel : 28e.

#### Classements en Coupe du monde
| Année     | Classement général final | Sprint | Poursuite | Individuel | Mass start |
| 2009-2010 | 99e                      | -      | -         | 65e        | -          |
| 2010-2011 | 96e                      | -      | -         | 61e        | -          |
| 2019-2020 | 91e                      | -      | -         | 60e        | -          |

### Championnats du monde de biathlon d'été
- Médaillé de bronze du relais mixte en 2018.